# سعاد أو الحاج
سُعَاد أُو الحَاجّ مواليد 12 يونيو 1974، هي حكم كرة قدم مغربية.
أدارت أول مباراة دولية لها سنة 2005، ثم شاركت في بطولة كأس أفريقيا لكرة القدم للسيدات 2006 وكأس العالم لكرة القدم للسيدات تحت 20 سنة 2006 في روسيا.
اختيرت أو الحاج لتدير مباريات بطولة كأس العالم لكرة القدم للسيدات 2007 في الصين.

## روابط خارجية
- "Souad Oulhaj". worldfootball.net. مؤرشف من الأصل في 2016-03-05. اطلع عليه بتاريخ 2015-6-27.
- "Souad Oulhaj". fifa.com. مؤرشف من الأصل في 2015-06-30. اطلع عليه بتاريخ 2015-6-27.
- "Souad Oulhaj". archive.org. مؤرشف من الأصل في 2007-10-21. اطلع عليه بتاريخ 2015-6-27.{{استشهاد ويب}}:  صيانة الاستشهاد: BOT: original URL status unknown (link)
- "Souad Oulhaj". eu-football.info. مؤرشف من الأصل في 2015-09-24. اطلع عليه بتاريخ 2015-6-27.